# Paul Ballinger
Paul Ballinger (* 25. März 1953) ist ein ehemaliger neuseeländischer Langstreckenläufer.
Bei den Crosslauf-Weltmeisterschaften 1977 in Düsseldorf kam er auf den 65. Platz.
1978 siegte er in 2:17:33 h bei den Neuseeländischen Meisterschaften im Marathon und qualifizierte sich damit für die Commonwealth Games in Edmonton, bei denen er in 2:17:46 h auf den sechsten Platz kam. 1979 wurde er Achter beim Oregon Track Club Marathon in 2:14:08 h, und 1980 siegte er beim Wiri-Marathon.
Im Jahr darauf belegte er bei den Crosslauf-WM 1981 in Madrid den 41. Platz. Einem Sieg bei den Neuseeländischen Marathon-Meisterschaften folgte ein elfter Platz beim Fukuoka-Marathon in 2:14:04 h.
1982 lief er bei den Crosslauf-WM in Rom auf den 57. Platz. In Fukuoka siegte er mit dem neuseeländischen Rekord von 2:10:15 h.
1983 kam er bei den Crosslauf-WM in Gateshead auf Rang 27 und wurde Vierter beim vorolympischen Marathon von Seoul. Beim Marathon der Leichtathletik-Weltmeisterschaften in Helsinki lief er auf dem 27. Platz ein, und in Fukuoka wurde er Zwölfter.
1984 siegte er beim Auckland-Marathon, belegte bei den Crosslauf-WM in East Rutherford den 103. Platz und wurde Neunter beim Boston-Marathon.
Einem 34. Platz beim IAAF-Weltcup-Marathon 1985 folgte ein zehnter Platz in Fukuoka. 1988 wurde er Zehnter beim Beppu-Ōita-Marathon und siegte bei den Neuseeländischen Marathon-Meisterschaften, 1989 verteidigte er seinen Meistertitel.
Viermal wurde er Neuseeländischer Meister im Marathon (1978, 1981, 1988, 1989), dreimal im Crosslauf (1976, 1981, 1982) und je einmal über 10.000 m (1976) und im 16-km-Straßenlauf (1983).